# コーウェル (小惑星)
コーウェル (1898 Cowell) は、小惑星帯の外縁部にある小惑星。ルボシュ・コホーテクがハンブルク天文台で発見した。
数値積分による天体運動の解析技術を開発した、イギリス人天文学者のフィリップ・コーウェルに因んで名付けられた。